# Литийска епархия (Римокатолическа църква)
 Тази статия е за римокатолическата титулярна епархия.  За историческата и православната вижте Лъгадинска, Литийска и Рендинска епархия.  
Литийската или Летийската епархия (на латински: Dioecesis Letaeus) е титулярна епископия на Римокатолическата църква с номинално седалище в македонското селище Лити (Айватово), Гърция. Епархията е подчинена на Солунската архиепископия. Като титулярна епископия е установена в 1925 година. От 2004 година литийски епископ е Антонио Франко, викарен епископ на град Мексико.
Титулярни литийски епископи
| Име                     | Име                          | Управление                          | Забележка                       | Години                             |
| ----------------------- | ---------------------------- | ----------------------------------- | ------------------------------- | ---------------------------------- |
| Карло Козенца           | Carlo Cosenza                | 26 януари 1728 – 19 декември 1732   | епископ на Вико Екуенсе         | 22 октомври 1668 – 28 май 1743     |
| Антон Йозеф фон Ламберг | Anton Joseph von Lamberg     | 5 март 1733 – 1757                  |                                 | 4 декември 1687 – 1757             |
| Хуан Ларио и Лансис     | Juan Lario y Lancis          | 26 септември 1757 – 20 август 1764  | архиепископ на Тарагона         | 7 октомври 1712 – 6 септември 1777 |
| Карл Фридрих фон Земен  | Karl Friedrich von Zehmen    | 22 април 1765 – 13 декември 1798    |                                 | 3 април 1720 – 13 декември 1798    |
| Михаел Бутигиег         | Michael Franciscus Buttigieg | 16 март 1863 – 22 септември 1864    | епископ на Гозо                 | 3 ноември 1793 – 12 юли 1866       |
| Тобиас Кърби            | Tobias Kirby                 | 13 май 1881 – 15 януари 1886        | титулярен архиепископ на Ефес   | 1 януари 1803 – 20 януари 1895     |
| Филипо Дени ди Саленто  | Filippo Degni di Salento     | 7 юни 1886 – 1913                   |                                 | 14 февруари 1839 – 1913            |
| Карл Рет                | Karl Reth                    | 27 април 1916 – 2 март 1933         |                                 | 20 октомври 1849 – 2 март 1933     |
| Пачифико Микелони       | Pacifico Tiziano Micheloni   | 25 април 1933 – 6 юли 1936          |                                 | 8 март 1881 – 6 юли 1936           |
| Бенино Мильорини        | Benigno Luciano Migliorini   | 20 февруари 1937 – 19 юли 1941      | епископ на Риети                | 6 октомври 1881 – 1 юли 1962       |
| Питър Бартоломи         | Peter William Bartholome     | 6 декември 1941 – 31 май 1953       | епископ на Сейнт Клауд          | 2 април 1893 – 17 юни 1982         |
| Джон Джоузеф У Уин      | John Joseph U Win            | 10 април 1954 – 19 декември 1959    | архиепископ на Мандалей         | 14 октомври 1901 – 29 май 1965     |
| Антъни Денис Галвин     | Anthony Denis Galvin         | 5 април 1960 – 31 май 1976          | епископ на Мири                 | 4 февруари 1919 – 5 септември 1976 |
| Патрик Дохърти          | Patrick Dougherty            | 15 октомври 1976 – 1 септември 1983 | епископ на Батърст              | 21 ноември 1931 – 30 август 2010   |
| Анджело Асера           | Angelo Thomas Acerra         | 29 септември 1983 – 26 юли 1990     |                                 | 7 ноември 1925 – 26 юли 1990       |
| Карлос Нянес            | Carlos José Ñáñez            | 12 декември 1990 – 20 декември 1995 | коадютор архиепископ на Такуман | 9 август 1946 – 12 май 1999        |
| Хесус Сориано           | Jesús Murgui Soriano         | 25 март 1996 – 27 декември 2003     | епископ на Майорка              | 17 април 1946 – 29 септември 2012  |
| Антонио Франко          | Antonio Ortega Franco        | 11 февруари 2004                    |                                 | 22 декември 1941                   |